# John Linehan
John Lewis Linehan (ur. 1 maja 1978 w Chester) – amerykański koszykarz, występujący na pozycji rozgrywającego, po zakończeniu kariery zawodniczej, trener koszykarski, obecnie asystent trenera Georgia Bulldogs.

## Osiągnięcia
Stan na 2 grudnia 2019, na podstawie, o ile nie zaznaczono inaczej.
NCAA
- Uczestnik rozgrywek turnieju NCAA (2001)
- Obrońca roku:
  - NCAA (2002 według NABC)[5]
  - Big East (2001, 2002)[6]
- Zaliczony do II składu Big East (2001, 2002)
- Lider:
  - wszech czasów w liczbie przechwytów:
    - NCAA (385)
    - Big East (385)

  - Big East w przechwytach (1999, 2001, 2002)

Drużynowe
- Mistrz:
  - Francji (2010, 2011)
  - CBA (2004)
  - Estonii (2009)
- Zdobywca:
  - pucharu Estonii (2009)
  - superpucharu Francji (2011 – Match des Champions)

Indywidualne
- MVP finałów ligi francuskiej (2011)
- Obrońca roku ligi:
  - francuskiej (2006, 2010, 2011)
  - estońskiej (2009)
- Uczestnik meczu gwiazd francuskiej ligi LNB Pro A (2006, 2010)
- Lider w przechwytach ligi francuskiej (2005, 2010, 3 – 2011)